# انتخابات رئیس کمیسیون اتحادیه آفریقا (۲۰۲۵)
انتخابات رئیس کمیسیون اتحادیه آفریقا (AU) در فوریه ۲۰۲۵ برای انتخاب پنجمین رئیس کمیسیون به منظور جانشینی رئیس فعلی موسی فقی برگزار شد. در ۱۵ فوریه ۲۰۲۵، محمود علی یوسف از جیبوتی با ۳۳ رای در دور هفتم رای‌گیری انتخاب شد. او قرار است در مارس ۲۰۲۵ سوگند یاد کند.

## تاریخچه
نامزدها تا ۶ اوت ۲۰۲۴ برای کاندیداتوری باز بودند. رئیس جدید در سی و هشتمین اجلاس اتحادیه AU در آدیس آبابا، اتیوپی، در فوریه ۲۰۲۵ توسط مجمع AU از طریق رای‌گیری مخفی انتخاب شد.
رؤسای قبلی از مناطق غربی، مرکزی و جنوبی اتحادیه آفریقا بودند. شورای اجرایی اتحادیه آفریقا بر حق منطقه آفریقای شرقی برای ایجاد رئیس بعدی تأکید کرد و به همین دلیل به سمت معاونت رئیس آفریقای شمالی منصوب شد.
انتخابات تحت الشعاع درگیری‌های مختلفی قرار گرفت که این قاره را درگیر کرد، به ویژه حمله M23 در جمهوری دموکراتیک کنگو.